# Дювал
Вижте пояснителната страница за други значения на Дювал.
Дювал (на английски: Duvall) е град в окръг Кинг, щата Вашингтон, САЩ. Дювал е с население от 4616 жители (2000) и обща площ от 5,9 km². Намира се на 27 m надморска височина. ЗИП кодът му е 98019, а телефонният му код е 425.